# Голаня (заказник)
Гола́ня — ботанічний заказник місцевого значення в Україні. Розташований у межах Великоберезнянського району Закарпатської області, неподалік від села Жорнава. 
Площа 89,4 га. Статус надано згідно з рішенням облвиконкому від 07.03.1990 року № 55. У 1999 році ввійшов до складу Ужанського НПП (Указ Президента України від 27.09.1999 року № 1230/99). Перебуває у віданні ДП «В.Березнянське ЛГ» (Жорнавське лісництво, кв. 9, 10). 
Статус надано з метою збереження частини лісового масиву з буковими насадженнями. У домішці — ялиця біла, явір, ясен. Вік дерев 70—120 років. Трапляється цінна форма явора «пташине око». У трав'яному покриві — лунарія оживаюча і скополія карніолійська, види, занесені до Червоної книги України. 
Заказник розташований на висоті 700—800 м. над р. м., у межах Ужанського національного природного парку.